# Fortuna Víkend šampionů
Fortuna Víkend šampionů byl fotbalový turnaj, který pořádá sázková kancelář Fortuna a to ve víceúčelové hale Sazka Aréně.
Turnaj se hrál na umělé trávě a na hřišti o rozměrech hřiště futsalového. Rozměr branek byl 2×3 metry. Hrálo se na poločasy 2x15 minut. Týmy byli rozděleny do dvou čtyřčlenných (nebo tříčlenných podle obsazení) skupin, kde hrál každý s každým jeden zápas. Týmy, které skončili na posledních místech, hráli mezi sebou o konečná umístění za 4. místem, vítězové a jejich pronásledující v rámci skupiny hráli mezi sebou semifinále. Poražení hráli o třetí místo, vítězové jeli do finále. První tři týmy si odnesli finanční prémii.

## 2007
První ročník se odehrál v roce 2007, kdy se jej účastnily týmy SK Slavia Praha, AC Sparta Praha, FC Slovan Liberec, Bohemians 1905, MFK Ružomberok, DVSC Debrecen, Wisla Plock a FK Mladá Boleslav.
Skupina A:
- Slavia – Liberec 3:3
- Bohemians – Debrecén 1:1
- Bohemians – Liberec 5:5
- Slavia – Debrecén 2:3
- Slavia – Bohemians 2:4
- Liberec – Debrecén 4:3

Skupinu vyhráli Bohemians před Libercem, Debrecén třetí, Slavia poslední.
Skupina B:
- Sparta – Plock 2:2
- Boleslav – Ružomberok 4:5
- Ružomberok – Sparta 5:5
- Plock – Boleslav 3:5
- Plock – Ružomberok 2:4
- Boleslav – Sparta 7:2

Skupinu vyhrál Ružomberok před Mladou Boleslaví, Sparta třetí, Plock poslední.
Ve finálových utkáních Slavia porazila Plock a skončila sedmá, Sparta zdolala Debrecen a byla pátá, turnaj celkově vyhráli Bohemians 1905, kteří porazili ve finále Ružomberok.

## 2008
Druhý ročník se odehrál opět v Sazka Aréně a zúčastnily se týmy SK Slavia Praha, AC Sparta Praha, FK Viktoria Žižkov, FC Viktoria Plzeň, Bohemians 1905, FK Teplice, MŠK Žilina a MFK Ružomberok.
Skupina A:
- Slavia – Žižkov 7:3
- Žilina – Plzeň 4:1
- Žižkov – Žilina 4:1
- Plzeň – Slavia 5:2
- Žižkov – Plzeň 6:0
- Slavia – Žilina 2:6

Skupina B:
- Bohemians – Sparta 2:2
- Teplice – Ružomberok 3:2
- Sparta – Teplice 5:1
- Ružomberok – Bohemians 3:2
- Sparta – Ružomberok 2:1
- Bohemians – Teplice 7:2

o 7. místo:
- Slavia – Ružomberok 2:3

o 5. místo:
- Plzeň – Teplice 1:2

Semifinále:
- Sparta – Žilina 3:0
- Bohemians – Žižkov 3:3, 3:4 pen.

o 3. místo:
- Bohemians – Žilina 3:6

Finále:
- Žižkov – Sparta 7:4

První kolo se hrálo 5. ledna a 6. ledna 2008.